# Andre-Jacques Garnerin
André-Jacques Garnerin, francoski izumitelj padala, * 31. januar 1769, Pariz, † 18. avgust 1823, Pariz.
22. oktobra 1797 je postal prvi človek, ki je skočil s padalom. Njegova žena je bila prva ženska padalka.